# Zagajów (Kazimierza)
Pour les articles homonymes, voir Zagajów.
Zagajów est une localité polonaise de la gmina de Czarnocin, située dans le powiat de Kazimierza en voïvodie de Sainte-Croix.